# Rechiar

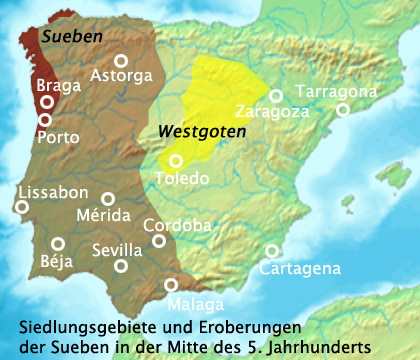
Het Suevische rijk onder Rechiar

Rechiar (of Rechir I; in Galicisch, Requiario) was koning van de Sueven in Galicië (Spanje), tussen 448 en 456. Onder Rechiar werden de Sueven teruggedrongen door een Visigotisch expeditieleger onder leiding van Theodorik II, dat in opdracht van de energieke Romeinse keizer Avitus de Romeinse heerschappij in Spanje moest doen terugkeren. In de veldslag aan de Urbicus op 5 oktober 456 dolven de Sueven het onderspit. Koning Rechiar werd enkele maanden later gevangengenomen bij Portuscale (nu Porto) en in december van dat jaar terechtgesteld. 

## Afkomst
Rechiar was de zoon van de heidense Rechila, die hij op de troon opvolgde, en een dochter van de Visigotische koning Wallia. Hij trouwde met een Visigotische prinses, de dochter van Theoderik I, zij was een aanhangster van het Ariaans geloof. Ricimer, zijn jongere broer, behaalde later de hoge positie van opperbevelhebber van het Romeinse leger in Italië.

## Regering
Onder Rechiar waren de Sueven krachtig genoeg om binnen het Romeinse rijk hun eigen koers te varen. Als eerste Germaanse koning liet hij munten slaan met zijn eigen naam erop: ivssv rechiari Reges. Daarmee gaf hij te kennen dat het door hem beheerste gebied niet langer deel uitmaakte van het Romeinse Rijk. Hij schoof de Romeinse bestuurslaag aan de kant en besloot het Romeinse recht niet langer te handhaven. De stad Braga maakte hij tot hoofdstad van zijn koninkrijk.

## Godsdienst
Rechair, die opgroeide met het heidense geloof, liet zich nog voordat hij tot koning gekroond werd, bekeren tot het katholieke geloof. Dat was een unicum omdat het grootste deel van de Germanen heidens was of zich tot het Ariaanse christendom had bekeerd. De dochter van Theoderik I, met wie hij trouwde, was een aanhangster van het Ariaans geloof. Voor de katholieke kerk was dit huwelijk geen gunstige ontwikkeling, want door invloed van de koningin werd het Suevische volk tot het Ariaanse christendom bekeerd, en niet tot het katholieke geloof dat door de meeste Romeinen werd aangehangen. De katholieke Rechiar heeft weinig ingebracht tegen het bevoordelen van het Arianisme.

## Oorlogen
Rechiar staat bekend als in oorlogszuchtig heerser die oorlogen voerde met al zijn buren. Daarmee evenaarde hij zijn vader Rechila. In 448, aan het begin van zijn regering, laat hij de gouverneur van Spanje Censorius in Sevilla vermoorden. Hij vernieuwt het verbond met de Bagauden en teistert de Ebro vallei. In februari 449 voert hij een veldtocht tegen de Basken in de Pyreneeën. Deze expeditie kan gezien worden als zijn eerste poging voet te krijgen in de Ebro-vallei. Hij bezoekt zijn schoonvader in Gallië in 449 en op de terugreis naar Galysje, verenigt hij zich met Basilius, aanvoerder van de Bagauden, en doet een aanval op Zaragoza in de Ebrovallei. Daarmee maakt hij veel gevangenen, maar slaat er niet in de regio te veroveren en heel Spanje in bezit te krijgen. De omgeving van Tarragona, de provinciale hoofdstad van Spanje blijft Romeins.
In 452-453 stuurde de opperbevelhebber van het Romeinse leger Aëtius een delegatie naar het hof van Rechiar om over vrede te praten. Deze delegatie bestond uit de militaire graven Mansuetus en Fronto. Zij sloten een overeenkomst waarin over en weer voorwaarden werden opgelegd. Rechiar zag af van de provincies Carthaginensis en Tarraconensis. Na de moord op generaal Flavius Aëtius en de keizers Valentinianus III en Petronius Maximus in 455, viel Rechiar echter opnieuw Romeins gebied binnen en overmeesterde de stad Cartagena (Spanje). Later dat jaar viel hij ook Tarraconensis aan. Het lukt hem echter niet om dat gebied te veroveren. 

### Ondergang en dood
Volgens Jordanes leefde Rechiar in de veronderstelling dat hij zijn gang kon gaan omdat zijn familieband met het Visigotische koningshuis hem beschermde tegen de Romeinen. Bovendien was zijn jongere broer Ricimer een vooraanstaande generaal in het Romeinse leger. Daarmee maakte Rechiar een grote misrekening die hij uiteindelijk met de dood moest bekopen, want het Romeinse Rijk zond datzelfde jaar nog een groot leger op hem af welke bestond uit Goten, Franken, en Bourgonden. In de oorlog die uitbrak delven de Sueben het onderspit, in de slag bij 'Campus Paramus' (de Slag aan de Urbicus)  twaalf mijl van Astorga bij de Urbicus (Órbigo) werden ze verslagen en vervolgens verdreven. Rechiar raakte tijdens de veldslag ernstig verwond en vluchtte naar Porto in het hart van zijn koninkrijk. Daar werd hij gevangengenomen en vermoord in december 456. Na de dood van Rechiar viel het Suevische rijk uiteen in elkaar bestrijdende partijen.